# Zugvögel … Einmal nach Inari
Zugvögel … Einmal nach Inari ist ein 1998 entstandener Spielfilm des deutschen Regisseurs Peter Lichtefeld.

## Handlung
Der Protagonist, der Lastwagenbeifahrer Hannes, lebt alleine und zurückgezogen in Dortmund. Seine große Leidenschaft gilt der Eisenbahn und dem Studium von Kursbüchern. Aus diesem Grund will er am 1. Internationalen Fahrplan-Wettbewerb in dem nordfinnischen Ort Inari teilnehmen. Als sein neuer Chef ihm keinen Urlaub bewilligen will und ihm kündigt, schlägt er ihn nieder. Überhastet bricht Hannes in Richtung Finnland auf. Währenddessen wird sein Chef tot in seinem Büro gefunden. Sein Panzerschrank wurde ausgeraubt. Die Polizei verdächtigt daraufhin Hannes des Mordes und Hauptkommissar Franck von der Dortmunder Kriminalpolizei verfolgt ihn bis nach Finnland. Doch gelingt es Hannes mehrfach, wenn auch oft zufällig, seinen Verfolgern zu entkommen. 
Auf seiner Fahrt lernt er die charismatische, von ihrer momentanen Beziehung enttäuschte Finnin Sirpa kennen und verliebt sich in sie. In Inari angekommen, treffen der Kommissar und Hannes erstmals aufeinander. Hannes kann diesen jedoch dazu überreden, ihn noch am Wettbewerb teilnehmen zu lassen. Dort erreicht er das Finale. Im letzten Wettkampf antwortet er, in Führung liegend, mit einer Verbindung, die ihm Sirpa als schönere empfohlen hat – im Bewusstsein, dass diese Route deutlich länger dauert („Der schönste Weg nach Inari geht über Nordschweden, über Haparanda“). So gewinnt seine Konkurrentin mit knappem Vorsprung. Sirpa wertet dies jedoch als Zeichen seiner Zuneigung. 
Hauptkommissar Franck erhält während des Wettkampfs einen Anruf aus Deutschland, bei dem die Verhaftung der Chefsekretärin mitgeteilt wird. Diese hatte ihren Chef, nachdem Hannes ihn niedergeschlagen hatte, getötet und das Geld gestohlen. Daher verabschiedet sich Franck von Hannes und lässt ihn mit Sirpa in Inari zurück.

## Verschiedenes
- Der Film ist sowohl thematisch als auch stilistisch an die Filme des finnischen Regisseurs Aki Kaurismäki angelehnt. Mit Kati Outinen spielt auch eine Schauspielerin mit, die in nahezu allen Filmen Kaurismäkis eine Rolle hat.
- Die Stadt Inari besitzt tatsächlich gar keinen Bahnhof, die nächstgelegenen sind über 250 km entfernt.[1]

## Kritiken
„Auf der Folie einer (Kriminal-)Komödie entwickelt sich ein mal träumerisch-verschmitztes, mal subtil-poetisches Spiel um Reisen und Begegnungen, während dem sich die Menschen verändern und zum Einklang mit sich und ihrer Umgebung zurückfinden.“

## DVD-Produktion
Der Film erschien 2001 bei Laser Paradise auf DVD. Die DVD enthält mehrere Extras, u. a. Biografien und Kommentare. 

## Auszeichnungen
- 1998: Deutscher Filmpreis in Gold in den Kategorien „Bester Nebendarsteller“ (Peter Lohmeyer) und „Beste Kamera“ (Frank Griebe). Deutscher Filmpreis in Silber in der Kategorie „Bester Spielfilm“
- 1998: Nominiert für den Max-Ophüls-Preis
- 1999: Gilde-Filmpreis in Silber
- Die Deutsche Film- und Medienbewertung FBW in Wiesbaden verlieh dem Film das Prädikat wertvoll.